# Gabriel Enache
Gabriel Nicolae Enache (* 18. August 1990 in Pitești) ist ein rumänischer Fußballspieler. Der Mittelfeldspieler steht seit März 2021 bei Schetissu Taldyqorghan in Kasachstan unter Vertrag.

## Karriere
Enache begann im Jahr 1997 mit dem Fußballspielen bei LPS Pitești. Im Jahr 2002 wechselte er zu CS Mioveni, wo er im Jahr 2008 in den Kader der ersten Mannschaft kam, die in der Liga II spielte. Bereits im ersten Jahr wurde er zur Stammkraft und kam in der Saison 2008/09 auf sechs Tore bei 33 Einsätzen. In den beiden folgenden Spielzeiten kam er nur noch auf die Hälfte der möglichen Spiele. Nachdem er in der Saison 2009/10 mit seiner Mannschaft den Aufstieg ins Oberhaus knapp verpasst hatte, konnte er ein Jahr später den Aufstieg feiern. In der Liga 1 kam der damalige U-21-Nationalspieler zwar in fast allen Partien zum Einsatz, war mit seinem Team aber chancenlos und beendete die Spielzeit 2011/12 als Tabellenletzter.
Hiernach verließ Enache im Sommer 2012 Mioveni und schloss sich Ligakonkurrent Astra Giurgiu an. Mit seinem neuen Team konnte er die Saison 2012/13 auf dem vierten Platz abschließen und sich für die Europa League qualifizieren. Er selbst hatte hierzu zwei Tore in 26 Spielen beigetragen. Dies überbot er mit seiner Mannschaft in der Spielzeit 2013/14 als Vizemeister hinter Steaua Bukarest und dem anschließenden Gewinn des rumänischen Pokals. 
In dieser Zeit kam er auch erstmals bei der rumänischen A-Nationalmannschaft in der EM-Qualifikation gegen Griechenland (1:0) zum Einsatz.
Im Frühjahr 2016 verließ Enache Astra und schloss sich Steaua Bukarest (ab April 2017 FCSB Bukarest) an. Mit Steaua wurde er am Saisonende hinter Astra Vizemeister. In der folgenden Spielzeit war er Stammspieler beim Rekordmeister und erreichte am Ende der Spielzeit 2016/17 erneut die Vizemeisterschaft. Im Februar 2018 wechselte er in die russische Premjer-Liga zu Rubin Kasan. Dort kam er fünfmal zum Einsatz. Seit dem Sommer 2018 spielte er für den FK Partizan Belgrad und wurde von dort an FC Dunărea Călărași verliehen.
Anschließend folgte der erneute Wechsel bei Astra Giurgiu und 2020 ging er nach Kasachstan zu FK Qysyl-Schar SK. Nach einer kurzen Rückkehr zum FCSB Bukarest steht er seit März 2021 bei Schetissu Taldyqorghan unter Vertrag.

## Erfolge
- Rumänischer Meister: 2016 (mit Astra Giurgiu)
- Rumänischer Pokalsieger: 2014 (mit Astra Giurgiu)
- Rumänischer Superpokal-Sieger: 2014 (mit Astra Giurgiu)
- Rumänischer Ligapokalsieger: 2016 (mit Astra Giurgiu)
- Aufstieg in die Liga 1: 2011 (mit CS Mioveni)